# Augusto Panizza
Augusto Panizza (3. ledna 1837 Trento – 2. června 1910 Taio) byl rakouský politik italské národnosti z Tyrolska, na konci 19. století poslanec Říšské rady.

## Biografie
Vystudoval práva, získal titul doktora práv. Profesí byl advokát. Byl aktivní veřejně i politicky. V rodném Trentu byl členem vedení městské knihovny a muzea. Byl členem regionálního rolnického svazu. V letech 1892–1894 spoluzakládal svaz pěstitelů hedvábí. Zajímal se o regionální historii. V roce 1882 založil list Archivio Trentino, ve kterém publikoval historiografické studie.
V 90. letech 19. století se zapojil i do celostátní politiky. Ve volbách do Říšské rady roku 1897 získal mandát za velkostatkářskou kurii, druhý voličský sbor v Tyrolsku.Profesně byl k roku 1897 uváděn jako advokát a velkostatkář v Taiu.